# Floriano Finamore
Floriano Finamore (Roma, 13 de gener de 1954) va ser un ciclista italià amateur, especialista en pista. Guanyador d'una medalla de bronze al Campionat del món en tàndem fent parella amb Giorgio Rossi.